# Sami Açıköney
Sami Açıköney (* 12. März 1908 in Istanbul; † 27. November 1948) war ein türkischer Fußballspieler und -schiedsrichter. Durch seine langjährige Tätigkeit für Vefa Istanbul und als dessen Eigengewächs wird er mit diesem Verein assoziiert. Er war ein wichtiger Teil jener Vefa-Mannschaft, die in der Saison 1926/27 der İstanbul Futbol Ligi die Vizemeisterschaft holen konnte und damit eines der größten Erfolge der Vereinsgeschichte erreichte. Nach seiner Spielerkarriere arbeitete er als Fußballschiedsrichter.

## Spielerkarriere

### Verein
Açıköney gehörte ab Anfang der 1920er dem Kader von Vefa Istanbul an und spielte mit diesem in der Partie İstanbul Ligi (dt. Istanbuler Liga). Da damals in der Türkei keine landesübergreifende Profiliga existierte, existierten stattdessen in den Ballungszentren wie Istanbul, Ankara und Izmir regionale Ligen, von denen die İstanbul Ligi (auch İstanbul Futbol Ligi genannt) als die Renommierteste galt. Mit diesem Verein wurde er in der Saison 1926/27 hinter Galatasaray Istanbul Vizemeister und war damit an einem der größten Erfolge der Vereinsgeschichte beteiligt.
Nachdem sein Verein im Sommer 1932 mit Kumkapı SK zu Vefa Kumkapı SK fusionierte, spielte Açıköney noch eine Saison für seinen Verein. Zur Saison 1932/33 wechselte er zum amtierenden Istanbuler Meister İstanbulspor. Für diesen Verein spielte er bis zum Sommer 1938.

### Nationalmannschaft
Açıköney begann seine Nationalmannschaftskarriere 1925 mit einem Einsatz für die türkische Nationalmannschaft im Testspiel gegen die polnische Nationalmannschaft. Bis zum Oktober 1931 absolvierte er drei weiteres Länderspiele.
Mit der Türkischen Auswahl nahm Açıköney am Balkan-Cup 1931 teil und wurde mit dieser Silbermedaillengewinner.

## Erfolge

### Als Spieler
Mit Vefa Istanbul
- Vizemeister der İstanbul Futbol Ligi: 1926/27

Mit der Türkischen Nationalmannschaft
- Zweiter des Balkan-Cups: 1931